# PES 2009
PES 2009 (sottotitolato Pro Evolution Soccer) è un videogioco calcistico prodotto da Konami facente parte della famosa serie di PES.

## Novità e modalità di gioco
Il gioco, per quanto riguarda il mercato europeo, è uscito il 16 ottobre 2008. Il testimonial dell'anno è il giocatore del Barcellona Lionel Messi.
- Modalità "Diventa un mito"[1]: si può creare il proprio alter ego in versione calciatore digitale. Molto buono il metodo di creazione del proprio giocatore con scelta dell'aspetto fisico, di accessori e la scelta del proprio ruolo. Si inizierà dall'età di 17 anni per poi maturare come un vero e proprio giocatore di calcio, si sarà scelti dai talent scout delle squadre del campionato in cui si deciderà di iniziare per poi puntare ai maggiori club del mondo. Inoltre c'è anche la modalità Miti in cui puoi portare online il tuo giocatore e giocando in squadra con altri miti contro altri miti.
- Nuovo editor delle divise, non più con modelli predefiniti, ma con la possibilità di selezionare vari design a "strati" per ogni parte (maglia, pantaloncini, calzettoni, fascia da capitano) come nelle versioni precedenti a PES 2008.
- Rivisitato l'editor dei giocatori, molto più preciso e con alcune nuove funzioni.
- Nuovo editor audio: sarà possibile modificare i cori di ogni singola squadra.
- Premi individuali per i giocatori.
- IA del portiere migliorata.
- Scarpe originali Adidas, Nike e Puma (non per la versione PlayStation 2)[2]
- Pallone ufficiale Nike Omni
- Novità per l'edizione italiana. Per la telecronaca non ci saranno più Marco Civoli, alias Marco Meccia, e Mauro Sandreani, telecronisti delle ultime edizioni. Ci saranno invece Pierluigi Pardo e José Altafini, entrambi peraltro già telecronisti di Sky Sport
- Oltre alle 72 Nazionali già presenti nel gioco, ce ne sono altre 56 che sono utilizzabili solamente in "Modalità Coppa".

### Campionati
Di seguito i campionati con licenze per tutte le squadre:
- Serie A
- Ligue 1
- Eredivisie

### Competizioni
Konami ha acquistato per i prossimi 4 anni i diritti esclusivi della UEFA Champions League per Pro Evolution Soccer.
La formula della competizione sarà riprodotta fedelmente (musiche originali, grafica, palloni, tabellino e cartelloni pubblicitari). Ma non include i diritti per tutte le squadre partecipanti alla competizione: alcune di queste, anche importanti, saranno escluse perché i diritti sono in mano a EA. Assenti le licenze ufficiali di Arsenal e Chelsea (presenti in passato) Manchester Utd e Liverpool saranno i due club inglesi con licenza per PES 2009, gli altri invece saranno presenti senza licenza ufficiale
La UEFA Champions League è disponibile solo per le versioni Xbox 360, PS3, Wii e PC.
Inoltre, è stata persa la licenza della Primera División e di molte squadre di essa (ci sono però Real Madrid e Barcellona), mentre sono confermate Ligue 1, Serie A (curiosamente non è presente la licenza ufficiale della Lega Calcio, le 20 squadre invece sono tutte presenti ufficialmente) ed Eredivisie.

## Tornei con licenza
- UEFA Champions League;

### Squadre di Club
Questi sono i club con licenze disponibili per PES 2009:
- Boca Juniors
- River Plate
- Anderlecht
- Club Bruges
- Standard Liegi
- Internacional
- Dinamo Zagabria
- Slavia Praga[11]
- Brøndby
- Copenaghen
- Liverpool
- Manchester Utd
- HJK
- AEK Atene
- Olympiacos
- Panathīnaïkos
- Rosenborg
- Benfica
- Porto
- Sporting Lisbona
- CFR Cluj
- Steaua Bucarest
- Spartak Mosca
- Zenit San Pietroburgo
- Celtic
- Rangers
- Stella Rossa
- Athletic Bilbao
- Barcellona
- Deportivo La Coruña
- Espanyol
- Real Madrid
- Maiorca
- Villarreal
- AIK
- Hammarby
- IFK Göteborg
- Basilea
- Beşiktaş
- Fenerbahçe
- Galatasaray
- Dinamo Kiev
- Šachtar

### Nazionali
Di seguito le nazionali con licenze complete:
- Croazia
- Rep. Ceca
- Inghilterra
- Francia
- Grecia
- Italia
- Paesi Bassi
- Irlanda del Nord
- Portogallo
- Irlanda
- Scozia
- Spagna
- Svezia
- Turchia
- Ghana
- Costa d'Avorio
- Argentina
- Brasile
- Australia
- Giappone
- Corea del Sud

Sono tornate  Cina,  Egitto e  Senegal. Inoltre, per la prima volta nella serie, ci saranno  Canada,  Thailandia e  Emirati Arabi Uniti. Rimosse invece  Angola e  Togo per l'Africa e  Trinidad e Tobago per le Americhe.

#### Elenco completo nazionali
Europa
- Germania
- Austria
- Belgio
- Bulgaria
- Croazia
- Danimarca
- Scozia
- Slovacchia
- Slovenia
- Spagna
- Finlandia
- Francia
- Galles
- Grecia
- Ungheria
- Inghilterra
- Irlanda
- Irlanda del Nord
- Israele
- Italia
- Norvegia
- Paesi Bassi
- Polonia
- Portogallo
- Rep. Ceca
- Romania
- Russia
- Serbia
- Svezia
- Svizzera
- Turchia
- Ucraina

Africa
- Camerun
- Costa d'Avorio
- Egitto (nuovo)
- Ghana
- Nigeria
- Senegal (nuovo)
- Sudafrica
- Tunisia

America settentrionale, centrale e caraibica
- Canada
- Costa Rica
- Stati Uniti
- Messico

America meridionale
- Argentina
- Brasile
- Cile
- Colombia
- Ecuador
- Perù
- Perù
- Uruguay

Asia e Oceania
- Arabia Saudita
- Australia
- Cina
- Corea del Sud
- Emirati Arabi Uniti
- Iran
- Giappone
- Thailandia

### Campionati
| Nazionali      | Nazionali             | Nazionali | Nazionali |
| Regione        | Competizione          | Licenza   | Note      |
| -------------- | --------------------- | --------- | --------- |
| Inghilterra    | Premier League        | 3         |           |
| Inghilterra    | FA Cup                | 3         |           |
| Francia        | Ligue 1               | 1         |           |
| Francia        | Coppa di Francia      | 2         |           |
| Italia         | Serie A               | 2         |           |
| Italia         | Coppa Italia          | 2         |           |
| Paesi Bassi    | Eredivisie            | 1         |           |
| Paesi Bassi    | KNVB Beker            | 2         |           |
| Spagna         | Liga BBVA             | 3         |           |
| Spagna         | Copa del Rey          | 3         |           |
| Internazionali |                       |           |           |
| Europa         | UEFA Champions League | 1         | Nueva     |

## Senza licenze
Tutti i club della Primera División spagnola e della Premier League inglese non riportati nella lista precedente saranno presenti senza licenze. Le squadre avranno nomi e loghi differenti da quelli reali mentre saranno presenti i veri nomi dei giocatori.

## Stadi
I seguenti stadi sono inclusi nelle versioni per PS3, Xbox360, Wii e PC, mentre per PS2 è stato aggiunto solo il Konami Stadium:
| #  | Stadio                    | Vero nome                 | Continente  | Bandiera               | Squadra            |
| -- | ------------------------- | ------------------------- | ----------- | ---------------------- | ------------------ |
| 1  | Konami Stadium            | Konami Stadium            | Asia        | Giappone (bandiera)    |                    |
| 2  | Estádio da Luz            | Estádio da Luz            | Europa      | Portogallo (bandiera)  | Benfica            |
| 3  | Estádio do Dragão         | Estádio do Dragão         | Europa      | Portogallo (bandiera)  | Porto              |
| 4  | Estádio José Alvalade     | Estádio José Alvalade     | Europa      | Portogallo (bandiera)  | Sporting Lisbona   |
| 5  | Santiago Bernabéu         | Stadio Santiago Bernabéu  | Europa      | Spagna (bandiera)      | Real Madrid        |
| 6  | Camp Nou                  | Camp Nou                  | Europa      | Spagna (bandiera)      | Barcellona         |
| 7  | Orange Arena              | Amsterdam Arena           | Europa      | Paesi Bassi (bandiera) | Ajax               |
| 8  | Regenbogen Platz          | Allianz Arena             | Europa      | Germania (bandiera)    | Bayern Monaco      |
| 9  | Antlion Colosseum         | El Monumental             | Sud America | Argentina (bandiera)   | River Plate        |
| 10 | Ville Marie Stadium       | Ernst-Happel-Stadion      | Europa      | Austria (bandiera)     | Austria Vienna     |
| 11 | Bristol Mary Stadium      | Veltins-Arena             | Europa      | Germania (bandiera)    | Schalke 04         |
| 12 | Stockholm Arena           | Råsunda Stadion           | Europa      | Svezia (bandiera)      | AIK                |
| 13 | San Siro                  | Stadio Giuseppe Meazza    | Europa      | Italia (bandiera)      | Milan & Inter      |
| 14 | Stadio Olimpico           | Stadio Olimpico           | Europa      | Italia (bandiera)      | Roma & Lazio       |
| 15 | Stadio Olimpico di Torino | Stadio Olimpico di Torino | Europa      | Italia (bandiera)      | Torino & Juventus  |
| 16 | Stade Louis II            | Stade Louis II            | Europa      | Monaco (bandiera)      | Monaco             |
| 17 | Stade De France           | Stade de France           | Europa      | Francia (bandiera)     | Nazionale Francese |
| 18 | Wembley Stadium           | Wembley Stadium           | Europa      | Inghilterra (bandiera) | Nazionale Inglese  |

Versione PS2
| #  | Stadio               | Vero nome                       | Continente  | Bandiera                  | Squadra                |
| -- | -------------------- | ------------------------------- | ----------- | ------------------------- | ---------------------- |
| 1  | Magpie Park          | St James' Park                  | Europa      | Inghilterra (bandiera)    | Newcastle United       |
| 2  | Lutecia Park         | Parc des Princes                | Europa      | Francia (bandiera)        | Paris Saint-Germain    |
| 3  | Massilia Stadium     | Stade Vélodrome                 | Europa      | Francia (bandiera)        | Olympique de Marseille |
| 4  | Borussia Stadium     | Westfalenstadion                | Europa      | Germania (bandiera)       | Borussia Dortmund      |
| 5  | Hauptstadtstadion    | Berlin Olympiastadion           | Europa      | Germania (bandiera)       | Hertha BSC Berlin      |
| 6  | Blautraum Stadion    | Schüco Arena                    | Europa      | Germania (bandiera)       | Arminia Bielefeld      |
| 7  | Orange Arena         | Amsterdam Arena                 | Europa      | Paesi Bassi (bandiera)    | Ajax                   |
| 8  | Rotterdam Stadion    | Feijenoord Stadion              | Europa      | Paesi Bassi (bandiera)    | Feyenoord              |
| 9  | Estadio Palo         | Estadio Mestalla                | Europa      | Spagna (bandiera)         | Valencia CF            |
| 10 | Stockholm Arena      | Råsunda                         | Europa      | Svezia (bandiera)         | Nazionale Svedese      |
| 11 | Cuito Cuanavale      | Kings Park Stadium              | Africa      | Sudafrica (bandiera)      | Golden Arrows          |
| 12 | Diamond Stadium      | Newlands Stadium                | Africa      | Sudafrica (bandiera)      | Ajax Cape Town         |
| 13 | Estadio Gran Chaco   | Estadio Alberto J. Armando      | Sud America | Argentina (bandiera)      | Boca Juniors           |
| 14 | Amerigo Atlantis     | Estadio Nacional de Chile       | Sud America | Cile (bandiera)           | Chile                  |
| 15 | Nakhon Ratchasima    | King Fahd International Stadium | Asia        | Arabia Saudita (bandiera) | Arabia Saudita         |
| 16 | Kanji Dome           | Sapporo Dome                    | Asia        | Giappone (bandiera)       | Consadole Sapporo      |
| 17 | Dietro Monte Stadium | Kashima Stadium                 | Asia        | Giappone (bandiera)       | Kashima Antlers        |
| 18 | Porto Folio          | Nissan Stadium                  | Asia        | Giappone (bandiera)       | Yokohama F. Marinos    |
| 19 | Queens Land Park     | Nagai Stadium                   | Asia        | Giappone (bandiera)       | Cerezo Osaka           |
| 20 | Haze Hills           | Olympic Stadium                 | Asia        | Giappone (bandiera)       |                        |
| 21 | Occhio Del Mar       | Ōita Stadium                    | Asia        | Giappone (bandiera)       | Oita Trinita           |
| 22 | Ayase-Nakano Stadium | Saitama Stadium                 | Asia        | Giappone (bandiera)       | Urawa Red Diamonds     |

## Altri utilizzi
Pro Evolution Soccer 2009 è diventato il primo gioco calcistico a sponsorizzare una squadra di Serie A. Infatti, in occasione della partita Lazio–Inter allo Stadio Olimpico di Roma, del 6 dicembre 2008, il logo videogioco della Konami è comparso sulla maglia dei padroni di casa come sponsor ufficiale.

## Versione Wii
Basandosi sul sistema di controllo del suo predecessore, PES 2009 espande il concetto base del controllo dei giocatori, permettendo il controllo sia del giocatore in possesso palla che di quelli intorno a lui. PES 2009 per Nintendo Wii sarà caratterizzato da una serie di aggiunte, con un miglioramento del sistema di tiro, offrendo un maggiore controllo. Il team di sviluppo ha inoltre rielaborato gli elementi difensivi del gioco, con più controllo sui difensori e più modi di sventare gli attacchi avversari. Un nuovo sistema di IA è stato implementato e i movimenti risultano più sofisticati e intuitivi con i compagni di squadra.
L'uscita della versione Wii è prevista per il 31 marzo 2009.

## Demo
Una demo giocabile è diventata disponibile il 2 ottobre 2008 per PlayStation 3, Xbox 360 e PC. I giocatori sono in grado di selezionare Manchester Utd, Liverpool, Real Madrid, Barcellona, Italia e Francia per una partita completa della durata di cinque minuti con una opzione multi-player.
La demo comprende anche video promozionali in dettaglio sulle modalità del gioco "Diventa un mito" e on-line "Miti", che vedono l'utente controllare un solo giocatore in una squadra e il tentativo di creare una carriera nel mondo del calcio. Partendo come un promettente diciassettenne, i giocatori devono fare strada in prima squadra e produrre una serie ottime prestazioni; il risultato sarà il trasferimento in uno dei più grandi club d'Europa. Oppure, al contrario, le brutte performance possono portare dalla panchina, fino alla cessione.

## Aggiornamenti
Versione 1.10
La Patch 1.10 è stata distribuita, come programmato, il 23 ottobre 2008 alle 07:00 CEST per correggere problemi riguardanti il salvataggio dei dati in diverse modalità di "Pro Evolution Soccer 2009" nelle versioni PS3 e PC.
Versione 1.20
La Patch 1.20 è stata distribuita il 5 novembre 2008. La patch aggiorna divise e rose per quattro squadre spagnole: Atletico Madrid, Sevilla, Racing Santander e il Valladolid, che sono state tutte ufficialmente licenziate. La patch aggiorna anche divise e formazioni di molte squadre incluse nel gioco alla chiusura del mercato estivo (31 agosto 2008). Anche la modalità UEFA Champions League è stata aggiornata, con l'aggiunta di altre 12 squadre alla lista dei club e le relative divise UEFA Champions League con le toppe. Tra le squadre completamente aggiornate incluse in questa modalità vi sono Marseille, Juventus, e Basilea. Le seguenti nuove funzioni sono state aggiunte con questo aggiornamento: "Carica Replay" e "Teatro dei Miti" nella Modalità Miti, e una nuova funzione "Download" in "Impostazioni di Sistema", usata per aggiornamenti di vari dati del gioco.
Versione 1.30
La Patch 1.30 è stata distribuita il 17 febbraio 2009, dopo la finestra di mercato invernale. Essa include trasferimenti e abilità dei giocatori aggiornati, e più di 200 nuovi calciatori.
Versione 1.40
L'aggiornamento 1.40 è stato distribuito il 28 marzo 2009. Esso aggiorna la nuova divisa dell'Inghilterra e le abilità di molti giocatori. Tutti i file di salvataggio rimarranno intatti. Comunque, alcuni dati modificati ritorneranno a quelli di default inclusi Registro del giocatore e Dati Formazione. I dati salvati che sono creati mentre il download si sta convalidando saranno nulli e una volta scaricato il contenuto saranno cancellati. Solo gli utenti che hanno scaricato i dati convalidati potranno giocare online. È possibile controllare la versione di gioco di ogni giocatore da "Versione" nel profilo. La versione più recente è 1.00.04.

## Accoglienza
| Testata         | Versione | Giudizio |
| --------------- | -------- | -------- |
| Play Generation | PS3      | 92/100   |

La rivista Play Generation lo classificò come il quinto miglior gioco di sport del 2008. La stessa testata diede alla versione per PlayStation 3 un punteggio di 92/100, trovando che Konami abbia risollevato alla grande la serie dal deludente PES 2008, migliorando l'online (ancora non perfetto) e la fisica dei contrasti.

### Successo commerciale
Konami nel febbraio del 2009 ha annunciato di aver venduto 7.41 milioni di copie del videogioco.